# جاك ترودو
جاك ترودو (بالإنجليزية: Jack Trudeau)‏ هو لاعب كرة قدم أمريكية أمريكي، ولد في 9 سبتمبر 1962 في فورست ليك في الولايات المتحدة.

## وصلات خارجية
- جاك ترودو على موقع مرجع كرة القدم المحترفة.كوم (الإنجليزية)